# Défense d’afficher
Défense d’afficher je francouzský němý komediální film z roku 1896. Režisérem je Georges Méliès (1861–1938). Film byl do roku 2004 považován za ztracený.

## Děj
Voják, který pochoduje před zdí, odejde. Toho využije lepič, který nalepí na zeď plakát. Brzy na to přijde druhý lepič, který jeho plakát překryje větším plakátem. Oba se začnou hádat, ale utečou, když vidí, že se voják vrací. Když voják zaujme pozici před strážnou budkou, vtom přijde jeho nadřízený, který se na něj začne za zhanobení zdi zlobit.